# Giovanni Maria Fontana

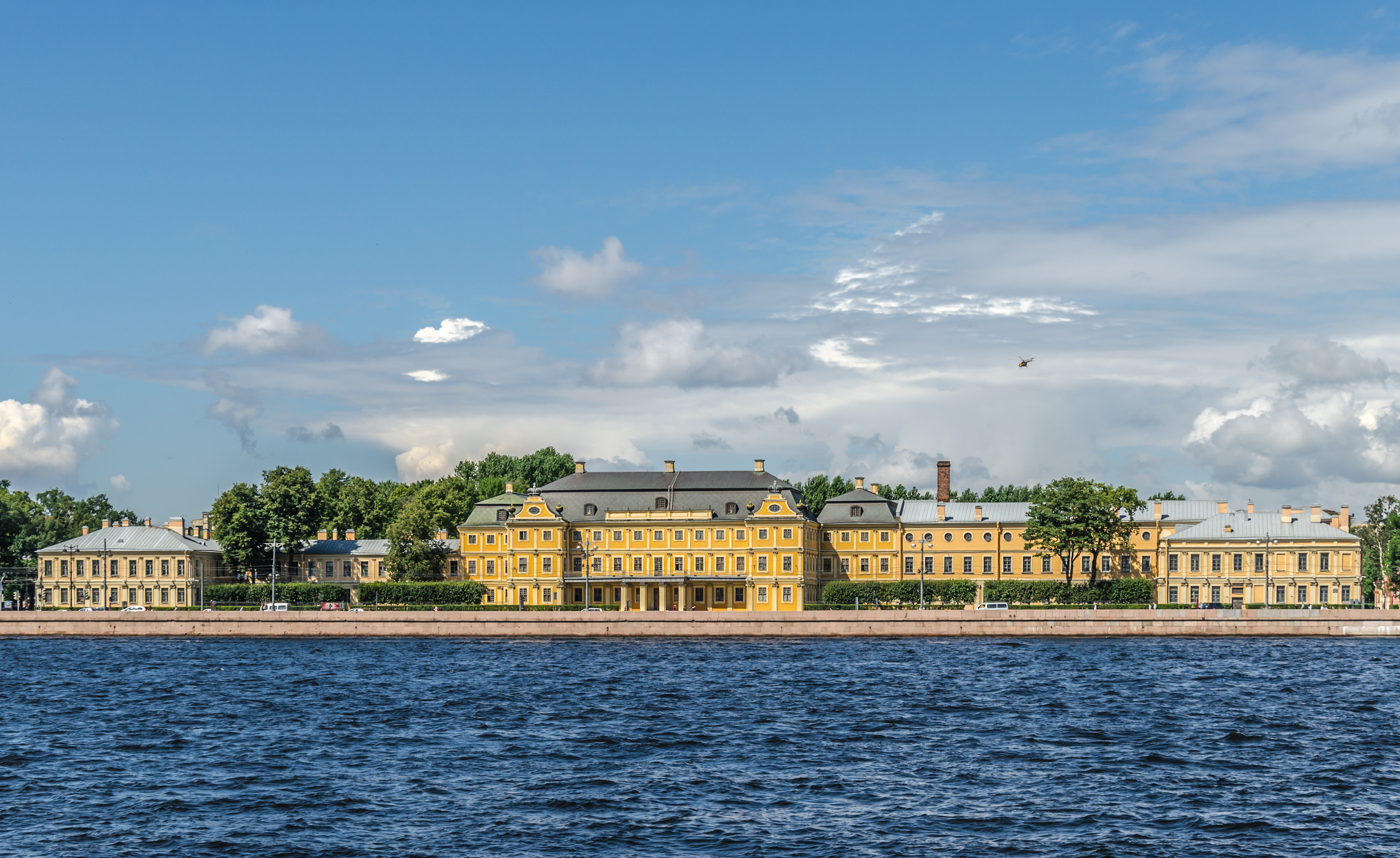
Palazzo Menšikov, San Pietroburgo

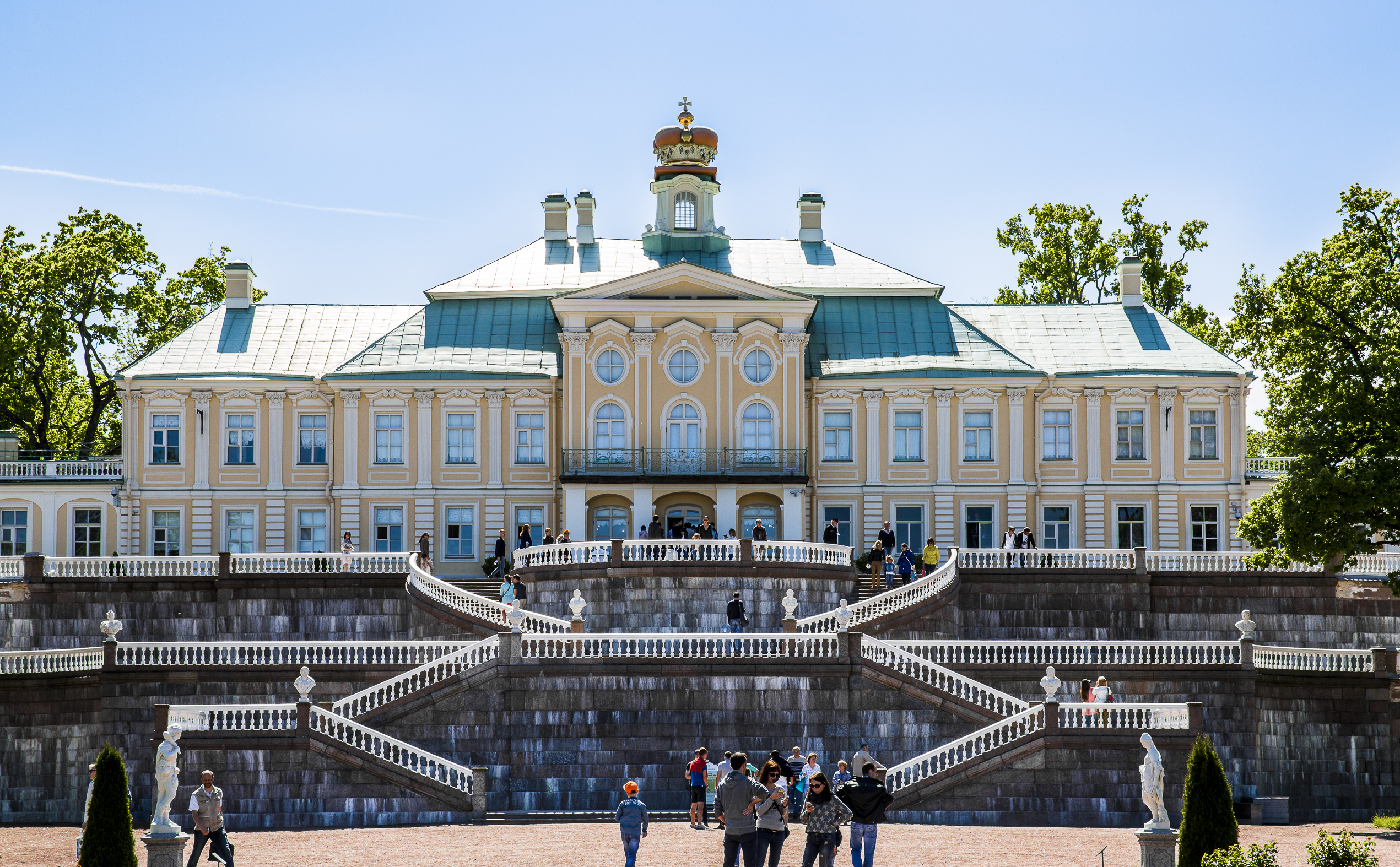
Reggia di Oranienbaum, Lomonosov

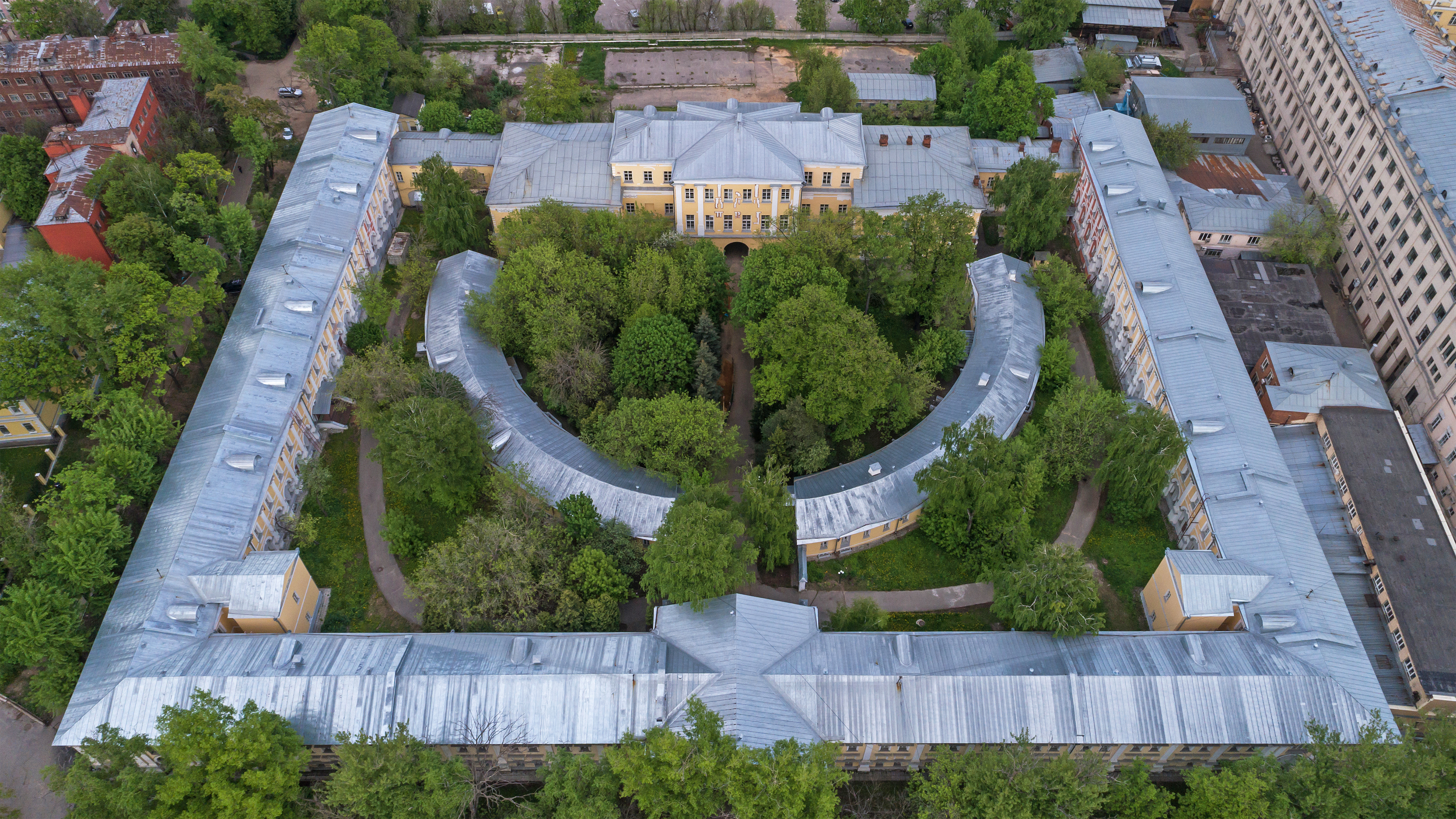
Palazzo Lefortovo, Mosca

Giovanni Maria Fontana (Lugano, 1670 – 1712) è stato un architetto svizzero, originario del Canton Ticino, lavoro' soprattutto in Russia invitatovi da Pietro il Grande. Suo commimente fu Aleksandr Danilovič Menšikov, per il quale progettò l'omonimo palazzo e la reggia di Oranienbaum in stile barocco petrino .

## Biografia
Fontana si trasferì a San Pietroburgo intorno al 1710, più o meno nello stesso periodo di Aleksandr Danilovič Menšikov, all'inizio degli anni 1710, periodo in cui continuò la costruzione del Palazzo Menšikov sull'isola Vasil'evskij e della Reggia d'Oranienbaum. 

## Progetti
- 1699: Palazzo Lefortovo, Mosca
- 1707: Reggia di Oranienbaum, Lomonosov
- 1711: Palazzo Menšikov, San Pietroburgo